# Дарлингтон, Мэрион
Мэ́рион Да́рлингтон (англ. Marion Darlington; 7 ноября 1910, Монровия, Калифорния, США — 17 марта 1991, Седона, Аризона, США) — американская певица и актриса

.

## Биография
Мэрион Дарлингтон родилась 7 ноября 1910 года в Монровии (штат Калифорния, США).
Как певица, выступала вместе с трубачом Дэном Прэттом. Дарлингтон была известна, как актриса озвучивания, которая специализировалась на подражании птицам (актёрская карьера длилась с 1931-го по 1953-й год). Благодаря этому таланту, она несколько раз работала со студией Disney, в том числе над мультфильмом «Золушка» (1950).
Дарлингтон скончалась 17 марта 1991 года в Седоне (штат Аризона, США) на 81-м году жизни.

## Фильмография
| Год  |    | Русское название          | Оригинальное название           | Роль                     |
| ---- | -- | ------------------------- | ------------------------------- | ------------------------ |
| 1931 | мф | Песни Матушки Гусыни      | Mother Goose Melodies           | Свист птиц               |
| 1932 | мф | Птичий магазин            | The Bird Store                  | имя персонажа неизвестно |
| 1932 | мф | Цветы и деревья           | Flowers and Trees               | имя персонажа неизвестно |
| 1933 | мф | Птицы весной              | Birds in the Spring             | Птицы                    |
| 1935 | мф | Дети воды                 | Water Babies                    | имя персонажа неизвестно |
| 1937 | мф | Белоснежка и семь гномов  | Snow White and the Seven Dwarfs | Птицы                    |
| 1940 | мф | Пиноккио                  | Pinocchio                       | Птицы                    |
| 1942 | ф  | Обязательная молодая леди | Obliging Young Lady             | Любительница птиц        |
| 1942 | мф | Бэмби                     | Bambi                           | Птицы                    |
| 1949 | мф | Так дорого моему сердцу   | So Dear to My Heart             | Свист                    |
| 1950 | мф | Золушка                   | Cinderella                      | Птицы                    |
| 1953 | ф  | Яркая дорога              | Bright Road                     | Свист птиц               |